# Palacio Monroe
El Palacio Monroe fue un edificio de estilo gubernamental ubicado en Cinelândia, en el centro de la ciudad de Río de Janeiro (Brasil). Tenía un diseño ecléctico, con muchos elementos del estilo Segundo Imperio. Albergó el Senado Federal entre 1925 y 1960. Fue demolido en 1976, durante la dictadura militar. Su sitio lo ocupan hoy la Plaza Mahatma Gandhi y un estacionamiento subterráneo.

## Historia

### Diseño y construcción
El edificio fue diseñado para ser el Pabellón de Brasil en la Exposición Universal de 1904, realizada en San Luis, en el Medio Oeste de los Estados Unidos. 
Desde el principio, el arquitecto e ingeniero militar Francisco Marcelino de Sousa Aguiar concibió una estructura metálica susceptible de ser desmontada y vuelta a armar en la ciudad de Río. En su momento, la estructura fue bien recibida por la crítica norteamericana que destacó la armonía de líneas y calidad del espacio. Según un artículo publicado en la primera página del diario The St. Louis Republic «Observando, se busca en vano un simple defecto, un punto donde el ojo siente la aspereza de una línea, donde desagrada una curva, una ventana, cualquier decoración. Esta construcción representa un poema». Eventualmente ganó el principal premio de arquitectura en la exposición.
A pesar de que la idea original preveía el desmantelamiento, transporte y reconstrucción en Río de Janeiro, esto no sucedió debido a retrasos en la ejecución. Además, el pabellón de San Luis era de madera y cal sobre una estructura de hierro, de modo que finalmente solo la cúpula y la estructura que soportaba el pabellón fueron llevadas a Brasil.

### Reinauguración
Tras la Exposición de 1904, el pabellón fue reconstruido y reinaugurado en la ciudad de Río de Janeiro en 1906, para albergar la Tercera Conferencia Panamericana. Sitauado a orillas de la bahía de Guanabara, su fachada ecléctica formaba parte de un conjunto arquitectónico en Cinelândia, junto con los edificios de la Biblioteca Nacional, el Teatro Municipal y el Museo Nacional de Bellas Artes. El edificio se iba a llamar Palacio de San Luis en honor a la ciudad de San Luis, pero fue bautizado en honor a James Monroe, un nombre propuesto por el barón de Río Branco por sugerencia de Joaquim Nabuco. El edificio no fue del gusto de todos, y el Jornal do Commercio lo llamó «azucarera blanca».
El primer gran evento organizado en el Palacio Monroe fue la Tercera Conferencia Panamericana, que en 1906 reunió a presidentes y ministros del continente. Durante sus primero año el edificio no tuvo un papel definido y funcionó como un centro de eventos gubernamentales, entre ellos bailes, banquetes, graduaciones y congresos
En 1914 se convirtió por iniciativa de algunos congresistas en la nueva sede de la Cámara de Diputados, pues encontraban demasiado deteriorada y anticuada la sede del Palacio del Conde dos Arcos. La Cámara de Diputados funcionó en el Palacio Monroe hasta 1922. Desde junio de 1922 también albergó el Comité Ejecutivo de la Exposición del Centenario de la Independencia. Tras un año y medio de trabajos de remodelación, en 1925 se convirtió en la sede del Senado Federal.
El Senado Federal fue cerrado durante el Estado Novo. Al finalizar el régimen militar, el Palacio Monroe sirvió como sede provisional del Tribunal Superior Electoral, entre 1945 y 1946. A mediados de los años 1950, al palacio se le añadió un piso y se construyó las rotondas laterales. Con el cambio del Distrito Federal para Brasilia en 1960, se convirtió en la sede del Senado en Río de Janeiro.
Durante esta época el palacio fue una imagen frecuente en las postales de Río de Janeiro e incluso apareció en el billete de 200 reales.

### Demolición
En la época de la dictadura militar, fue transformado en sede del Estado Mayor General de las Fuerzas Armadas. En 1974, durante las obras de construcción del Metro de Río de Janeiro, los túneles fueron desviados para no afectar los cimientos del palacio. En ese momento, el gobierno estatal decretó su demolición.
Una campaña instigada por el periódico O Globo, con el apoyo decidido de arquitectos modernos como Lúcio Costa, se empeñó en persuadir a las autoridades de demoler el Palacio Monroe, con el argumento de que era «un estorbo». Hubo quienes lucharon por la permanencia del palacio y en enero de 1976 se emprendió una acción popular. Poco después el presidente Ernesto Geisel ordenó su demolición y en marzo de 1976 el palacio dejó de existir. Sólo con la venta de tres mil toneladas de hierro fue posible recaudar nueve millones de cruzeiros.
Para expresar su desacuerdo con la decisión, el hijo de De Sousa Aguiar le donó al gobierno de Estados Unidos la medalla que su padre recibió en San Luis.

### Vestigios
En el terreno baldío se construyó una plaza (Plaza Mahatma Gandhi) con una fuente monumental, originalmente instalada en la Plaza Quince de Noviembre.
Dos de los leones de mármol se encuentran en el Instituto Ricardo Brennand, en la ciudad de Recife, y los otros dos están en Fazenda São Geraldo, en Uberaba.

### Objetos encontrados en 2015
En 2015 fueron encontrados varios objetos perdidos, que se encontraban en el depósito del museo del Senado Federal. El material estaba en dieciséis cajas que venían del Palacio Monroe y nunca fueron abiertas. Las piezas fueron objeto de limpieza, identificación, archo y restauración. Entre ellas hay candelabros de 1,8 m de altura, adornados con rosetones dorados y bombillos de cristal, que ahora forman parte del Patrimonio del Senado Federal.

## Galería

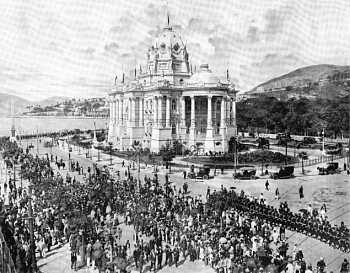
Palacio Monroe en 1910, en el cortejo fúnebre de Joaquim Nabuco
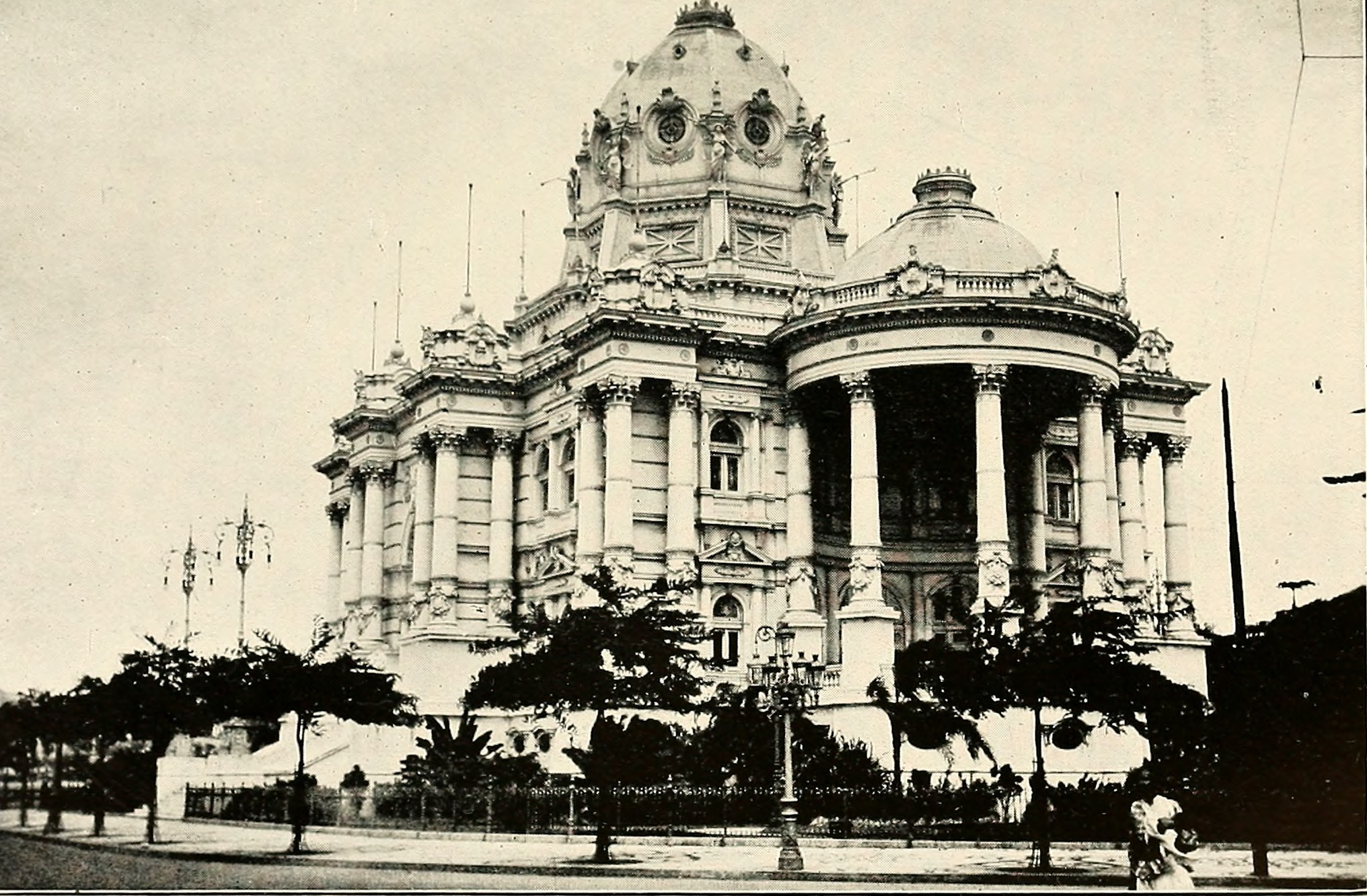
Palacio Monroe en 1912
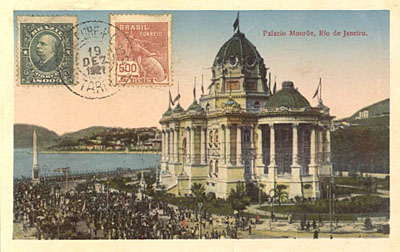
El palacio en una tarjeta postal
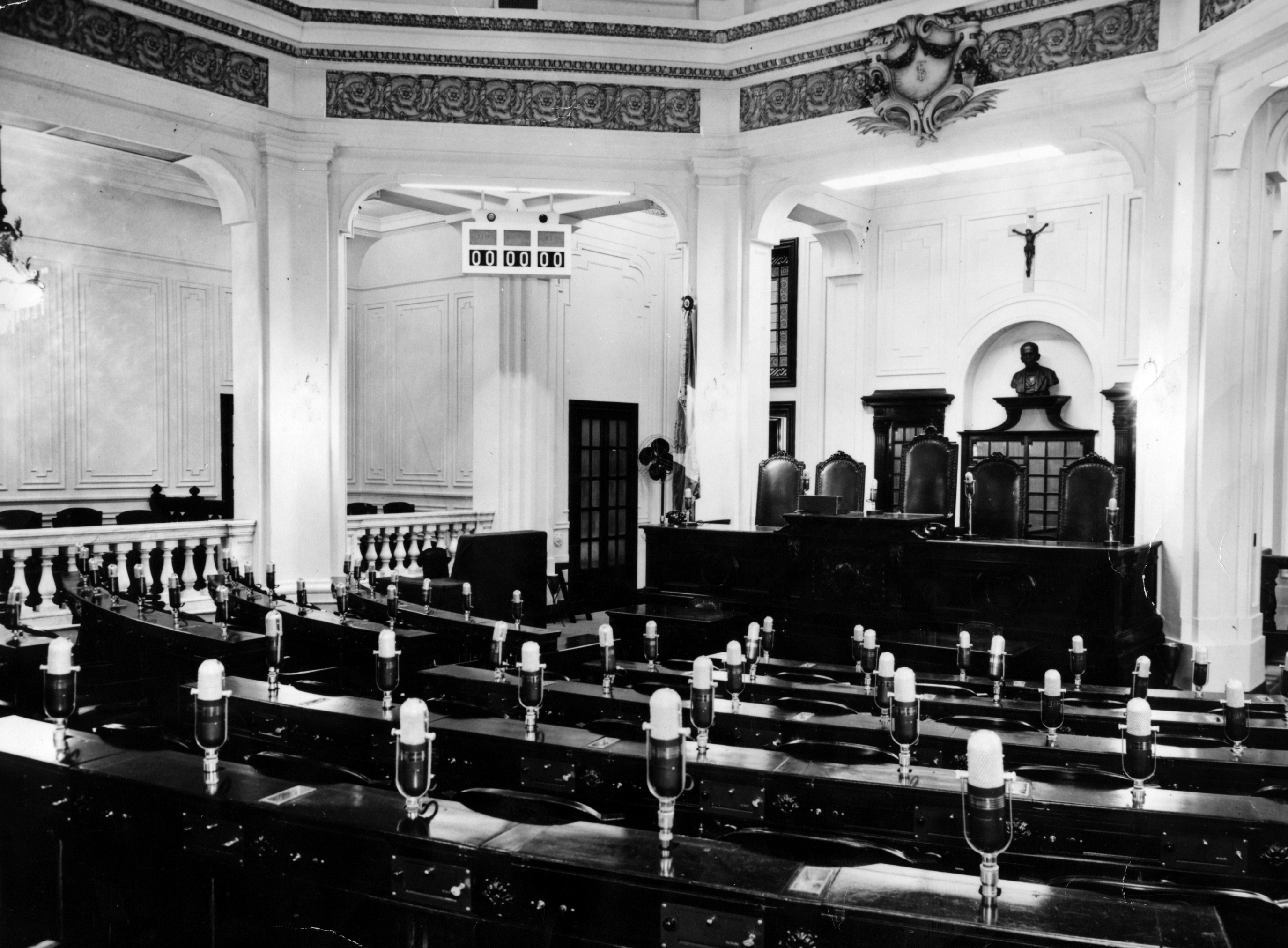
Fotografía del interior del palacio, mostrando el piso del Senado.
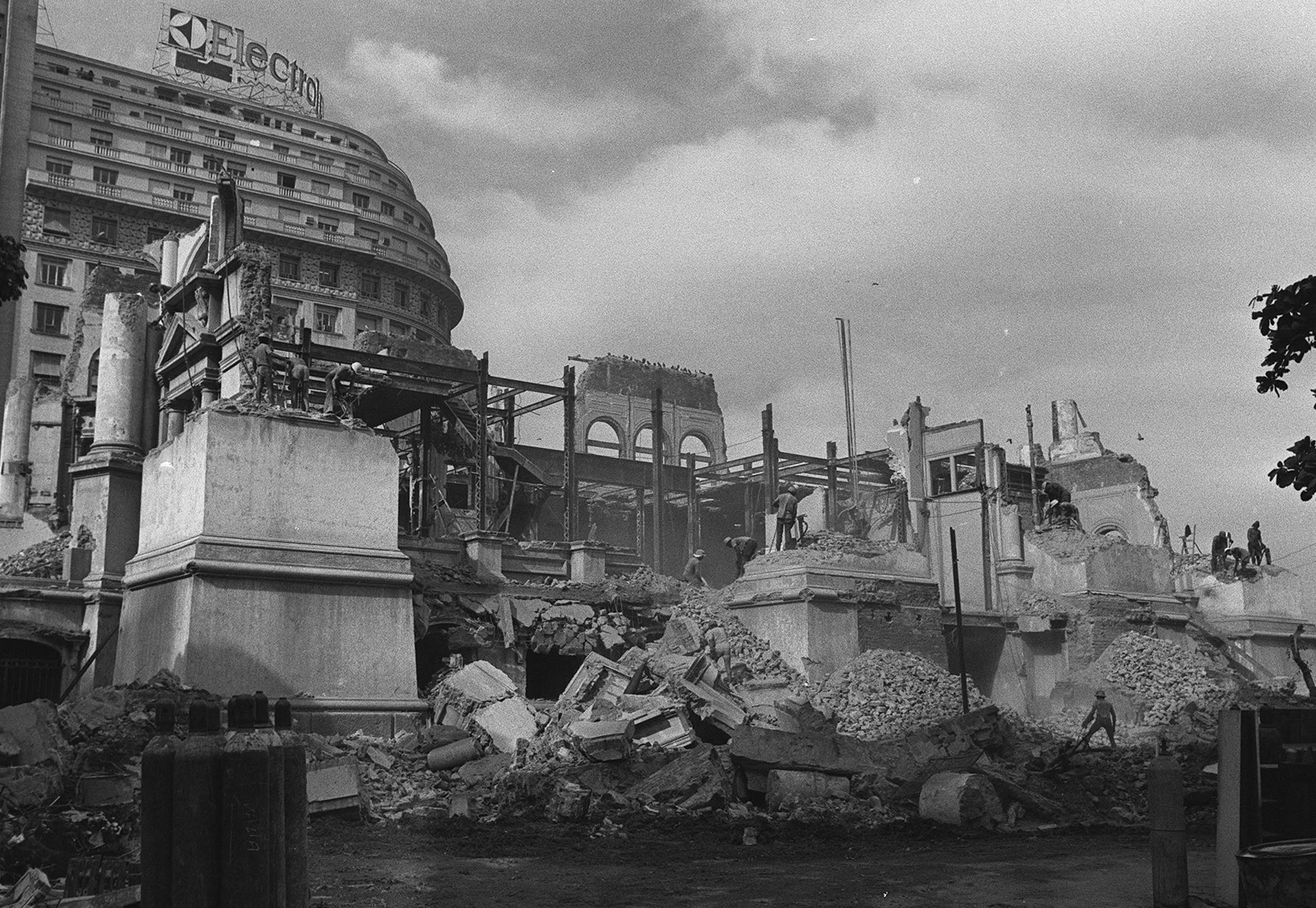
Demolición en 1976
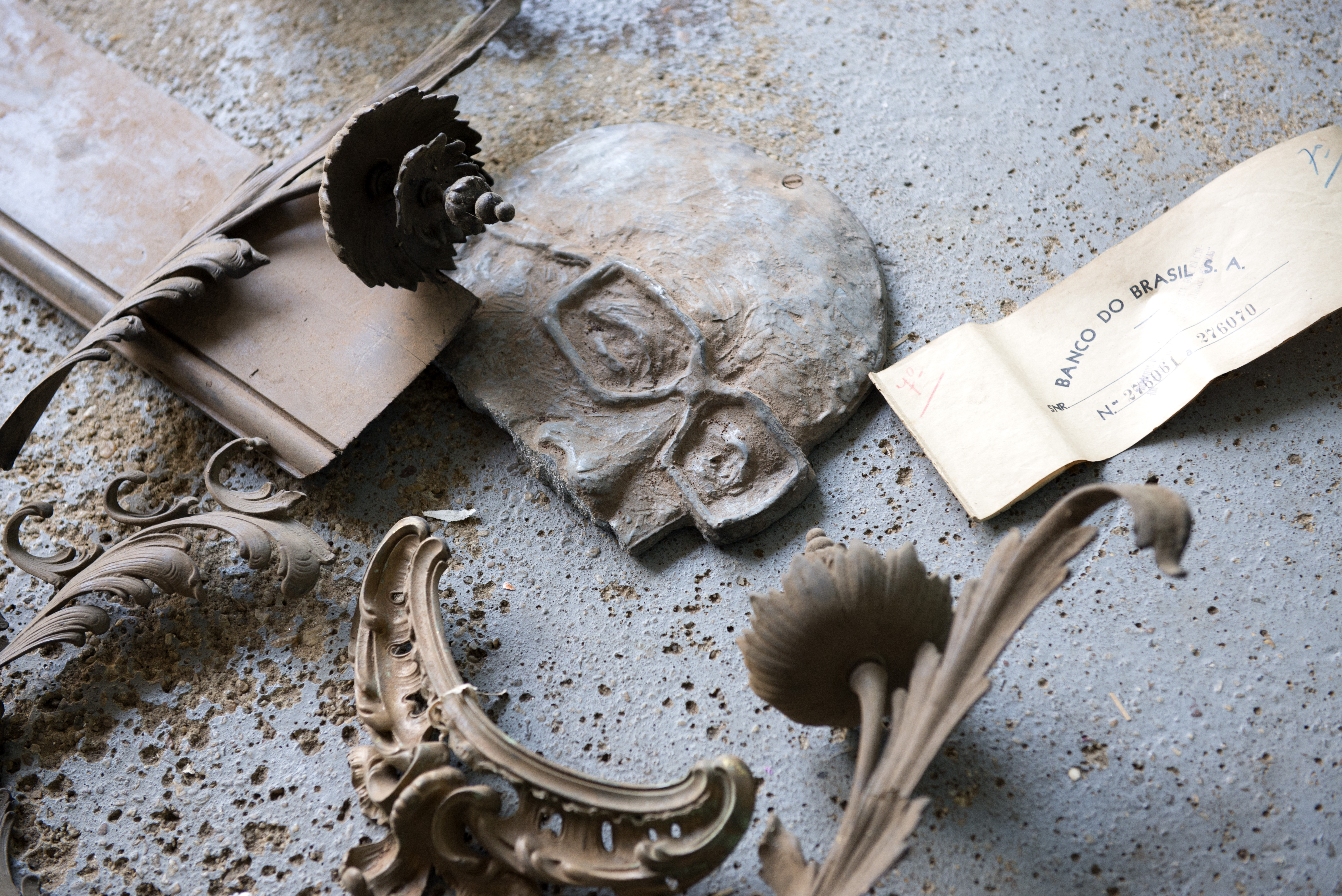
Algunos de los objetos encontrados en 2015
Plano del primer piso del Palacio Monroe, 1924. Archivo Nacional